# صالح بن مصطفى التميمي
صالح بن مصطفى التميمي (1877 - 1922) قاضي وشاعر فلسطيني. وُلد في نابلس، ودرس على والده وغيره من علماء عصره. عُيّن قاضيًا في مجدل غزّة، ثم موظّفًا في المحاكم الشّرعية في بيروت. توفي في دمشق. كان له ديوان شعر مخطوط، فقده عائلته بعد النكبة 1948.

## سيرته
ولد صالح بن مصطفى التميمي في مدينة نابلس سنة 1877 م/ 1305 هـ ونشأ بها. درس على والده، وتلقى تعليمه على علماء عصره، وتبحر في العلوم العقلية والنقلية، واللغة العربية وآدابها. ثم دخل القضاء، وعمل قاضيًا في مجدل غزة، ثم عيّن موظفًا في المحاكم الشّرعية في بيروت.

توفي صالح بن مصطفى التميمي في دمشق سنة 1922 م/ 1341 هـ ودفن في مقبرة المهاجرين بحي المهاجرين، وأنجب ثلاثة أولاد.

## شعره
تبددت مكتبته وفيها ديوانه المخطوط حين خرجت عائلته من نابلس عند النكبة 1948 وتركت محتويات البيت بكامله أملاً بالرجوع، ولكنها لم ترجع، فضاعت آثاره الأدبية والشعرية. بقي من أشعاره قصيدة وعدة مقطوعات أو أبيات في سياق ترجماته في مصادر الدراسة. ذكر في معجم البابطين عنه «لا يعين النادر القليل من أبياته على استخلاص صفة شعره، وبعامة هو شعر رقيق، فيه احتراز أخلاقي في غزله، وصوره من مأثور الغزل العربي.»